# Jefferson Cuero
Jefferson Cuero Castro (Tumaco, Nariño, Colombia; 15 de mayo de 1988) es un futbolista colombiano. Juega de extremo y actualmente se encuentra en el Real Cartagena de la Categoría Primera B de Colombia.

## Trayectoria

### Once Caldas
Debutó en Manizales en el año 2010 jugando un total de 17 partidos y convirtiendo un gol en ese año logrando destacarse y convertirse en una de las revelaciones del equipo cafetero. Para la temporada siguiente en el 2011 se consolida como titular en el equipo jugando 44 partidos y marcando 8 goles, en ese año debuta internacionalmente con el club al jugar la copa Libertadores de América jugando 3 partidos aunque sin llegar a convertir un gol. En ese año se corona campeón del torneo Finalización ganándole la final al Deportes Tolima. El año siguiente su rendimiento fue muy por debajo de lo esperado jugando solo 11 partidos (9 de titular), marcando 2 goles y quedando eliminados de la fase eliminatoria de la Copa Libertadores frente al Inter de Porto Alegre. Para Junio de ese año es transferido al Independiente Medellín.

### Independiente Medellín
En junio de ese año se confirma la transferencia de Cuero al Independiente Medellín para afrontar hasta ese momento una delicada situación que atravesaba el club la cual era el descenso a la segunda división. En el club paisa jugó 10 partidos (solo 2 de titular) y debido a unos problemas con los directivos y con el técnico que era Hernán Dario "El Bolillo" Gómez, renuncia a seguir siendo jugador del "poderoso de la montaña". Unos meses después es contratado por el Independiente Santa Fe de Bogotá.

### Independiente Santa Fe
Después de su salida del Independiente Medellín, firma un contrato de 2 años para afrontar en el 2013 la Superliga de campeones, la Copa Colombia, la liga colombiana y la Copa Libertadores.
En febrero de 2013 el club gana la superliga de campeones al derrotar 3 a 1 en el global a Millonarios (también de Bogotá). Después de ganarle el puesto de titular a Cristian Martínez Borja se vuelve pieza fundamental de la clasificación de Santa Fe a los cuadrangulares semifinales clasificándose como primeros después de las 18 fechas del todos contra todos y quedando como cabezas de grupo, también se volvió pieza fundamental de la clasificación de Santa Fe de la fase de grupos de la Copa Libertadores y anotando el un gol de mitad de cancha en la clasificación del equipo rojo a semifinales de la Copa Libertadores de América 2013. Por la primera fecha de los cuadrangulares semifinales luego de ser sustituido es expulsado del partido por protestarle al cuarto árbitro recibiendo una sanción de 5 fechas, no obstante el club logró clasificarse a la final a falta de 1 fecha lo que lo habilita para jugar los dos partidos de la final, quedando subcampeón con Santa Fe jugando la final contra el Atlético Nacional.
El segundo semestre el club decidió fichar a los delanteros Willian Zapata, Silvio González, Yovanni Arrechea y Juan Fernando Caicedo con lo cual inicia el semestre alternando la titularidad con Zapata y Caicedo mientras González y Arrechea hacían lo mismo. Durante el transcurso del semestre su nivel se mantuvo irregular a diferencia de lo mostrado en la primera parte del año en la Copa Libertadores. A diferencia del semestre anterior, y a pesar de que con el club clasificó a las semifinales, el club no logró tener un buen rendimiento al punto de que quedó eliminado en los cuadrangulares a falta de 2 fechas para su culminación. Quedando igualmente eliminados en el primer semestre del 2014 contra Atl. Nacional en semifinales con un dudoso arbitraje. 
En el segundo semestre de 2014 con su gloriosa actuación junto a todo el conjunto cardenal lograron conseguir la Octava estrella de Santa Fe en el cual Cuero fue precursor del título, consiguiendo un campeonato perfecto en el que "los cardenales" fueron imparables incluso contra su rival y verdugo en los 2 últimos campeonatos, el Atlético Nacional, se definió de forma dramática durante la finalización del torneo. Después de terminar líderes en la fase de "todos contra todos" jugaron los cuadrangulares finales del torneo finalización 2014-II clasificando a la gran final del torneo quedando líderes del llamado "grupo de la muerte" debido al nivel de los equipos que lo conformaban (Atlético Nacional, Atlético Huila, Once Caldas y Santa Fe) definiéndose en la última fecha quedando primeros y clasificando a la gran final con victoria 1 - 0 sobre el Atlético Nacional. La final no fue nada más ni nada menos contra el Deportivo Independiente Medellín, considerado favorito al torneo por muchos y solo superado por Santa Fe en la primera fase del torneo. Los primeros 90 minutos se jugaron en Medellín en un partido de infarto en el cual Santa Fe dio vuelta al resultado quedando 1-2 a favor de los "leones". El partido de vuelta se jugó en Bogotá, Santa Fe jugó en casa, con su hinchada en su ciudad, dejando todo en el campo de juego sufriendo cada minuto hasta el primer gol de Santa Fe el cual fue empatado a los últimos minutos finalizando 1-1 el partido y 3 a 2 el marcador global coronándose como campeón el conjunto "cardenal", Independiente Santa Fe dio la vuelta olímpica en su casa conquistando su octava estrella y su decimoprimer título de su historia afirmando su lugar en la Élite del fútbol Colombiano y como el primer y actual campeón de Colombia.

### Monarcas Morelia
En 2014 llamó la atención del equipo mexicano Monarcas Morelia después del gran semestre de finalización en la que Santa Fe terminó campeón. El 23 de enero de 2015 debuta en la Primera División de México en el empate a cero goles como locales frente a Club León. Hasta el 10 de mayo marca su primer gol con el club en la victoria 3 a 2 como visitantes en casa del Atlas de Guadalajara. Su primer doblete con el club lo hace el 10 de octubre en la goleada 4 a 0 sobre los Dorados de Sinaloa.
El 6 de mayo marca los dos goles de su club en la victoria 2 a 1 como visitantes sobre los Tiburones Rojos de Veracruz donde sale como la figura del partido. El 20 de agosto de 2016 vuelve a marcar doblete en la victoria 3 a 2 sobre Jaguares de Chiapas.
Su primer gol de la temporada 2017-18 lo hace el 12 de septiembre en la victoria 2 a 1 sobre  Club Necaxa por la Copa de México.

### América de Cali
El 2 de febrero es confirmado como nuevo jugador del América de Cali de la Categoría Primera A de Colombia volviendo a su país después de tres años.

### Once Caldas
Volvió al equipo caldense después de 10 años junto con Félix Micolta.
Debutó con su equipo el 24 de julio al ingresar en los minutos finales, partido en el que el Once Caldas empató 1-1 con Jaguares de Córdoba en el Estadio Jaraguay de Montería.
Su primer gol se registró el miércoles 4 de agosto en la Copa BetPlay, partido el cual su equipo cayó 1-3 con el DIM en Manizales.

### Orsomarso Sportivo Clube
El 3 de abril del 2023 se oficializa como nuevo refuerzo del club palmirano Orsomarso Sportivo Clube, con el que sólo duró poco más de dos meses.

### Real Cartagena
El 27 de junio del 2023 fue oficializado como nuevo refuerzo del Real Cartagena.

## Clubes
| Club                     | País     | Año           |
| ------------------------ | -------- | ------------- |
| Once Caldas              | Colombia | 2010 - 2012   |
| Independiente Medellín   | Colombia | 2012          |
| Independiente Santa Fe   | Colombia | 2013 - 2014   |
| Monarcas Morelia         | México   | 2015 - 2017   |
| América de Cali          | Colombia | 2018          |
| Rionegro Águilas         | Colombia | 2019          |
| Jaguares de Córdoba      | Colombia | 2019-2020     |
| Once Caldas              | Colombia | 2021          |
| Orsomarso Sportivo Clube | Colombia | 2023          |
| Real Cartagena           | Colombia | 2023-presente |

## Estadísticas
- Fuente 1

| Once Caldas · Colombia | 1ª            | 2010          | 17  | 1  | 0  | 0  | 0  | 0 | 17  | 1  | 0,06 |
| Once Caldas · Colombia | 1ª            | 2011          | 34  | 7  | 7  | 1  | 3  | 0 | 44  | 8  | 0,18 |
| Once Caldas · Colombia | 1ª            | 2012          | 7   | 2  | 2  | 0  | 2  | 0 | 11  | 2  | 0,18 |
| Once Caldas · Colombia | Total club    | Total club    | 58  | 10 | 9  | 1  | 5  | 0 | 72  | 11 | 0,15 |
| Independiente Medellín · Colombia | 1ª            | 2012          | 10  | 0  | 0  | 0  | 0  | 0 | 10  | 0  | 0    |
| Independiente Medellín · Colombia | Total club    | Total club    | 10  | 0  | 0  | 0  | 0  | 0 | 10  | 0  | 0    |
| Santa Fe · Colombia | 1ª            | 2013          | 34  | 10 | 4  | 1  | 12 | 3 | 50  | 14 | 0,28 |
| Santa Fe · Colombia | 1ª            | 2014          | 35  | 6  | 14 | 7  | 8  | 1 | 57  | 14 | 0,25 |
| Santa Fe · Colombia | Total club    | Total club    | 69  | 16 | 18 | 8  | 20 | 4 | 107 | 28 | 0,26 |
| Monarcas Morelia · México | 1ª            | 2014/15       | 13  | 1  | 1  | 0  | 0  | 0 | 14  | 1  | 0,07 |
| Monarcas Morelia · México | 1ª            | 2015/16       | 33  | 6  | 3  | 0  | 0  | 0 | 36  | 6  | 0,17 |
| Monarcas Morelia · México | 1ª            | 2016/17       | 30  | 3  | 1  | 1  | 0  | 0 | 31  | 4  | 0,22 |
| Monarcas Morelia · México | 1ª            | 2017/18       | 9   | 0  | 2  | 1  | 0  | 0 | 11  | 1  | 0,0  |
| Monarcas Morelia · México | Total club    | Total club    | 85  | 10 | 7  | 2  | 0  | 0 | 92  | 12 | 0,16 |
| América de Cali · Colombia | 1ª            | 2018          | 21  | 1  | 1  | 0  | 0  | 0 | 22  | 1  | 0,05 |
| América de Cali · Colombia | Total club    | Total club    | 21  | 1  | 1  | 0  | 0  | 0 | 22  | 1  | 0,05 |
| Rionegro Águilas · Colombia | 1ª            | 2019          | 13  | 0  | 0  | 0  | 0  | 0 | 13  | 0  | 0,0  |
| Rionegro Águilas · Colombia | Total club    | Total club    | 13  | 0  | 0  | 0  | 0  | 0 | 13  | 0  | 0,0  |
| Jaguares de Córdoba · Colombia | 1ª            | 2019          | 0   | 0  | 0  | 0  | 0  | 0 | 0   | 0  | 0,0  |
| Jaguares de Córdoba · Colombia | Total club    | Total club    | 0   | 0  | 0  | 0  | 0  | 0 | 0   | 0  | 0,0  |
| Total carrera | Total carrera | Total carrera | 256 | 37 | 35 | 11 | 25 | 4 | 316 | 52 | 0,19 |
| (1) Incluye datos de la Copa Colombia (2011-2014), Superliga de Colombia (2013). (2) Incluye datos de la Copa Libertadores de América (2010-2013). (3) Media de goles por encuentro. No incluye goles en partidos amistosos. |               |               |     |    |    |    |    |   |     |    |      |

## Palmarés

### Campeonatos nacionales
| Título                | Club        | País     | Año  |
| --------------------- | ----------- | -------- | ---- |
| Torneo Finalización   | Once Caldas | Colombia | 2010 |
| Superliga de Colombia | Santa Fe    | Colombia | 2013 |
| Torneo Finalización   | Santa Fe    | Colombia | 2014 |